# Đội tuyển bóng đá quốc gia Ethiopia
Đội tuyển bóng đá quốc gia Ethiopia là đội tuyển cấp quốc gia của Ethiopia do Liên đoàn bóng đá Ethiopia quản lý.
Trận thi đấu quốc tế đầu tiên của đội tuyển Ethiopia là trận gặp đội tuyển Djibouti vào năm 1947. Thành tích tốt nhất của đội cho dến nay là chức vô địch Cúp bóng đá châu Phi 1962.

## Danh hiệu
- Cúp bóng đá châu Phi: 1

Vô địch: 1962
Á quân: 1957
Hạng ba: 1959
- Vô địch Cúp CECAFA: 4

Vô địch: 1987; 2001; 2004; 2005
Hạng ba: 2000

## Thành tích quốc tế

### Giải bóng đá vô địch thế giới
- 1930 đến 1954 - Không tham dự
- 1958 - FIFA không cho tham dự
- 1962 - Không vượt qua vòng loại
- 1966 - Không tham dự
- 1970 đến 1986 - Không vượt qua vòng loại
- 1990 - Không tham dự
- 1994 - Không vượt qua vòng loại
- 1998 - Không tham dự
- 2002 đến 2022 - Không vượt qua vòng loại

### Cúp bóng đá châu Phi
| Cúp bóng đá châu Phi          | Cúp bóng đá châu Phi          | Cúp bóng đá châu Phi          | Cúp bóng đá châu Phi          | Cúp bóng đá châu Phi          | Cúp bóng đá châu Phi          | Cúp bóng đá châu Phi          | Cúp bóng đá châu Phi          | Cúp bóng đá châu Phi          | Cúp bóng đá châu Phi          |
| Vô địch: 1 Vòng chung kết: 11 | Vô địch: 1 Vòng chung kết: 11 | Vô địch: 1 Vòng chung kết: 11 | Vô địch: 1 Vòng chung kết: 11 | Vô địch: 1 Vòng chung kết: 11 | Vô địch: 1 Vòng chung kết: 11 | Vô địch: 1 Vòng chung kết: 11 | Vô địch: 1 Vòng chung kết: 11 | Vô địch: 1 Vòng chung kết: 11 | Vô địch: 1 Vòng chung kết: 11 |
| Năm                           | Thành tích                    | Số trận                       | Thắng                         | Hòa                           | Thua                          | Bàn thắng                     | Bàn thua                      |                               |                               |
| ----------------------------- | ----------------------------- | ----------------------------- | ----------------------------- | ----------------------------- | ----------------------------- | ----------------------------- | ----------------------------- | ----------------------------- | ----------------------------- |
| 1957                          | Á quân                        | 1                             | 0                             | 0                             | 1                             | 0                             | 4                             |                               |                               |
| 1959                          | Hạng ba                       | 2                             | 0                             | 0                             | 2                             | 0                             | 5                             |                               |                               |
| 1962                          | Vô địch                       | 2                             | 2                             | 0                             | 0                             | 8                             | 4                             |                               |                               |
| 1963                          | Hạng tư                       | 3                             | 1                             | 0                             | 2                             | 4                             | 7                             |                               |                               |
| 1965                          | Vòng 1                        | 2                             | 0                             | 0                             | 2                             | 1                             | 9                             |                               |                               |
| 1968                          | Hạng tư                       | 5                             | 3                             | 0                             | 2                             | 8                             | 6                             |                               |                               |
| 1970                          | Vòng 1                        | 3                             | 0                             | 0                             | 3                             | 3                             | 12                            |                               |                               |
| 1972 đến 1974                 | Không vượt qua vòng loại      | Không vượt qua vòng loại      | Không vượt qua vòng loại      | Không vượt qua vòng loại      | Không vượt qua vòng loại      | Không vượt qua vòng loại      | Không vượt qua vòng loại      |                               |                               |
| 1976                          | Vòng 1                        | 3                             | 1                             | 1                             | 1                             | 4                             | 3                             |                               |                               |
| 1978 đến 1980                 | Không vượt qua vòng loại      | Không vượt qua vòng loại      | Không vượt qua vòng loại      | Không vượt qua vòng loại      | Không vượt qua vòng loại      | Không vượt qua vòng loại      | Không vượt qua vòng loại      |                               |                               |
| 1982                          | Vòng 1                        | 3                             | 0                             | 1                             | 2                             | 0                             | 4                             |                               |                               |
| 1984                          | Không vượt qua vòng loại      | Không vượt qua vòng loại      | Không vượt qua vòng loại      | Không vượt qua vòng loại      | Không vượt qua vòng loại      | Không vượt qua vòng loại      | Không vượt qua vòng loại      |                               |                               |
| 1986                          | Bỏ cuộc                       | Bỏ cuộc                       | Bỏ cuộc                       | Bỏ cuộc                       | Bỏ cuộc                       | Bỏ cuộc                       | Bỏ cuộc                       |                               |                               |
| 1988                          | Bỏ cuộc khi tham dự vòng loại | Bỏ cuộc khi tham dự vòng loại | Bỏ cuộc khi tham dự vòng loại | Bỏ cuộc khi tham dự vòng loại | Bỏ cuộc khi tham dự vòng loại | Bỏ cuộc khi tham dự vòng loại | Bỏ cuộc khi tham dự vòng loại |                               |                               |
| 1990                          | Không vượt qua vòng loại      | Không vượt qua vòng loại      | Không vượt qua vòng loại      | Không vượt qua vòng loại      | Không vượt qua vòng loại      | Không vượt qua vòng loại      | Không vượt qua vòng loại      |                               |                               |
| 1992                          | Bỏ cuộc khi tham dự vòng loại | Bỏ cuộc khi tham dự vòng loại | Bỏ cuộc khi tham dự vòng loại | Bỏ cuộc khi tham dự vòng loại | Bỏ cuộc khi tham dự vòng loại | Bỏ cuộc khi tham dự vòng loại | Bỏ cuộc khi tham dự vòng loại |                               |                               |
| 1994 đến 1998                 | Không vượt qua vòng loại      | Không vượt qua vòng loại      | Không vượt qua vòng loại      | Không vượt qua vòng loại      | Không vượt qua vòng loại      | Không vượt qua vòng loại      | Không vượt qua vòng loại      |                               |                               |
| 2000                          | Bỏ cuộc                       | Bỏ cuộc                       | Bỏ cuộc                       | Bỏ cuộc                       | Bỏ cuộc                       | Bỏ cuộc                       | Bỏ cuộc                       |                               |                               |
| 2002 đến 2008                 | Không vượt qua vòng loại      | Không vượt qua vòng loại      | Không vượt qua vòng loại      | Không vượt qua vòng loại      | Không vượt qua vòng loại      | Không vượt qua vòng loại      | Không vượt qua vòng loại      |                               |                               |
| 2010                          | Bị truất quyền tham dự        | Bị truất quyền tham dự        | Bị truất quyền tham dự        | Bị truất quyền tham dự        | Bị truất quyền tham dự        | Bị truất quyền tham dự        | Bị truất quyền tham dự        |                               |                               |
| 2012                          | Không vượt qua vòng loại      | Không vượt qua vòng loại      | Không vượt qua vòng loại      | Không vượt qua vòng loại      | Không vượt qua vòng loại      | Không vượt qua vòng loại      | Không vượt qua vòng loại      |                               |                               |
| 2013                          | Vòng 1                        | 3                             | 0                             | 1                             | 2                             | 1                             | 7                             |                               |                               |
| 2015 đến 2019                 | Không vượt qua vòng loại      | Không vượt qua vòng loại      | Không vượt qua vòng loại      | Không vượt qua vòng loại      | Không vượt qua vòng loại      | Không vượt qua vòng loại      | Không vượt qua vòng loại      |                               |                               |
| 2021                          | Vòng 2                        | 3                             | 0                             | 1                             | 2                             | 2                             | 6                             |                               |                               |
| 2023                          | Không vượt qua vòng loại      | Không vượt qua vòng loại      | Không vượt qua vòng loại      | Không vượt qua vòng loại      | Không vượt qua vòng loại      | Không vượt qua vòng loại      | Không vượt qua vòng loại      |                               |                               |
| 2025                          | Chưa xác định                 | Chưa xác định                 | Chưa xác định                 | Chưa xác định                 | Chưa xác định                 | Chưa xác định                 | Chưa xác định                 | Chưa xác định                 |                               |
| 2027                          | Chưa xác định                 | Chưa xác định                 | Chưa xác định                 | Chưa xác định                 | Chưa xác định                 | Chưa xác định                 | Chưa xác định                 | Chưa xác định                 |                               |
| Tổng cộng                     | 1 lần vô địch                 | 30                            | 7                             | 4                             | 19                            | 31                            | 67                            |                               |                               |

- Khung đỏ: Chủ nhà

## Đội hình
Đội hình tham dự CAN 2021.

Số liệu thống kê tính đến ngày 17 tháng 1 năm 2022 sau trận gặp Burkina Faso.

| Số | VT | Cầu thủ              | Ngày sinh (tuổi)  | Trận | Bàn | Câu lạc bộ         |
| -- | -- | -------------------- | ----------------- | ---- | --- | ------------------ |
| 1  | TM | Jemal Tassew         | 27 tháng 4, 1989  | 34   | 0   | Fasil Kenema       |
| 22 | TM | Teklemariam Shanko   | 2 tháng 1, 1998   | 16   | 0   | Ethiopian Coffee   |
| 23 | TM | Fasil Gerbremichael  | 17 tháng 10, 2000 | 6    | 0   | Bahir Dar Kenema   |
|    |    |                      |                   |      |     |                    |
| 15 | HV | Aschalew Tamene      | 22 tháng 11, 1991 | 63   | 3   | Saint George       |
| 16 | HV | Yared Baye           | 22 tháng 1, 1995  | 28   | 1   | Fasil Kenema       |
| 20 | HV | Ramadan Yusef        | 12 tháng 2, 2001  | 22   | 0   | Shire Endaselassie |
| 21 | HV | Asrat Tunjo          | 29 tháng 11, 1996 | 11   | 0   | Ethiopian Coffee   |
| 2  | HV | Suleman Hamid        | 20 tháng 10, 1997 | 12   | 0   | Saint George       |
| 5  | HV | Desta Yohannes       | 17 tháng 4, 1998  | 8    | 0   | Defence Force      |
| 4  | HV | Mignot Debebe        | 2 tháng 9, 1995   | 6    | 0   | Dedebit            |
| 25 | HV | Ahmed Reshid         | 11 tháng 12, 1998 | 15   | 0   | Bahir Dar Kenema   |
|    | HV | Menaf Awol           | 24 tháng 5, 2003  | 0    | 0   | Bahir Dar Kenema   |
|    |    |                      |                   |      |     |                    |
| 18 | TV | Shimelis Bekele      | 17 tháng 10, 1990 | 69   | 11  | Misr Lel Makkasa   |
| 7  | TV | Surafel Dagnachew    | 11 tháng 11, 1997 | 17   | 2   | Fasil Kenema       |
| 6  | TV | Gatoch Panom         | 30 tháng 11, 1994 | 42   | 7   | Wolaitta Dicha     |
| 3  | TV | Mesud Mohammed       | 18 tháng 2, 1990  | 26   | 3   | Sebeta City        |
| 8  | TV | Amanuel Yohannes     | 14 tháng 3, 1999  | 20   | 0   | Ethiopian Coffee   |
| 13 | TV | Firew Solomon        | 18 tháng 9, 1992  | 11   | 0   | Defence Force      |
| 14 | TV | Fitsum Alemu         | 15 tháng 7, 1995  | 6    | 0   | Bahir Dar Kenema   |
| 17 | TV | Bezabeh Meleyo       | 26 tháng 6, 1995  | 7    | 0   | Fasil Kenema       |
|    |    |                      |                   |      |     |                    |
| 9  | TĐ | Getaneh Kebede       | 2 tháng 4, 1992   | 65   | 33  | Saint George       |
| 11 | TĐ | Amanuel Gebremichael | 5 tháng 2, 1999   | 29   | 6   | Saint George       |
| 19 | TĐ | Shimeket Gugesa      | 1 tháng 1, 1995   | 18   | 0   | Fasil Kenema       |
| 27 | TĐ | Dawa Hotessa         | 9 tháng 3, 1996   | 19   | 2   | Adama City         |
| 26 | TĐ | Mujib Kassim         | 19 tháng 10, 1995 | 17   | 0   | JS Kabylie         |
| 10 | TĐ | Abubeker Nassir      | 23 tháng 2, 2000  | 18   | 4   | Ethiopian Coffee   |
| 24 | TĐ | Mesfin Tafesse       | 26 tháng 11, 2001 | 10   | 2   | Hawassa City       |

### Triệu tập gần đây
| Vt | Cầu thủ         | Ngày sinh (tuổi)  | Số trận | Bt | Câu lạc bộ         | Lần cuối triệu tập            |
| -- | --------------- | ----------------- | ------- | -- | ------------------ | ----------------------------- |
| TM | Firew Getahun   | 12 tháng 6, 1992  | 0       | 0  | Dire Dawa City     | v. Zimbabwe; 14 November 2021 |
| TM | Mintesinot Allo | 17 tháng 12, 1999 | 4       | 0  | Shire Endaselassie | v. Malawi; 30 March 2021      |
|    |                 |                   |         |    |                    |                               |
| TV | Habtamu Tekeste | 11 tháng 9, 1998  | 5       | 0  | Fasil Kenema       | v. Zimbabwe; 14 November 2021 |
| TV | Haider Sherefa  | 11 tháng 1, 1994  | 9       | 0  | Saint George       | v. Zimbabwe; 14 November 2021 |
| TV | Tafese Solomon  | 4 tháng 5, 1993   | 19      | 0  | Ethiopian Coffee   | v. Nam Phi; 12 October 2021   |
| TV | Yehun Endeshaw  | 5 tháng 11, 1992  | 15      | 0  | Jimma Aba Jifar    | v. Nam Phi; 12 October 2021   |
|    |                 |                   |         |    |                    |                               |
| TĐ | Abel Yalew      | 23 tháng 3, 1996  | 12      | 3  | Saint George       | v. Zimbabwe; 14 November 2021 |
| TĐ | Chernet Gugesa  | 13 tháng 9, 1999  | 2       | 0  | Saint George       | v. Nam Phi; 12 October 2021   |
| TĐ | Gadisa Mebrate  | 6 tháng 4, 1997   | 9       | 0  | Saint George       | v. Malawi; 30 March 2021      |